# سیارک ۱۶۱
سیارک ۱۶۱ (به انگلیسی: 161 Athor) صد و شصت و یکمین سیارک کشف شده‌است که در ۱۹ آوریل ۱۸۷۶ کشف شد.
قدر مطلق سیارک برابر ۹٫۱۵ است.